# Friedelsheim
Friedelsheim (pfälzisch Frlsm) ist eine Ortsgemeinde im Landkreis Bad Dürkheim in Rheinland-Pfalz. Sie gehört der Verbandsgemeinde Wachenheim an der Weinstraße an.

## Geographische Lage
Der Weinbauort liegt in der Vorderpfalz. Durch ihn fließt der Schwabenbach, der vor Ort zum Schwabenbachweiher aufgestaut ist.

## Geschichte
Erstmals wurde Friedelsheim am 24. Juni 770 im Lorscher Codex urkundlich erwähnt.  Während der Zeit der Stammesherzogtümer lag der Ort im Herzogtum Franken. Im Mittelalter besaß außerdem das Kloster Limburg in Friedelsheim Besitzungen.
Während des Dreißigjährigen Kriegs war im Ort eine französische Garnison stationiert. Bis zum Ende des 18. Jahrhunderts gehörte der Ort zur Kurpfalz und unterstand dort dem Oberamt Neustadt; während dieser Zeit bildete er zudem ein Lehen des Grafen von Wieser.
Von 1798 bis 1814, als die Pfalz Teil der Französischen Republik (bis 1804) und anschließend Teil des Napoleonischen Kaiserreichs war, war Friedelsheim in den Kanton Dürkheim eingegliedert und Sitz einer Mairie. 1815 hatte der Ort 580 Einwohner. Im selben Jahr wurde der Ort nach der Niederwerfung Napoleons und dem Wiener Kongress Österreich zugeschlagen. Anschließend wechselte der Ort in das Königreich Bayern. Von 1818 bis 1862 gehörte er dem Landkommissariat Neustadt an; aus diesem ging das Bezirksamt Neustadt hervor. 1902 wechselte die Gemeinde in das neu geschaffene Bezirksamt Dürkheim, ehe dieses 1931 wieder in sein Neustadter Pendant eingegliedert wurde.
Nach dem Zweiten Weltkrieg wurde die Gemeinde innerhalb der französischen Besatzungszone Teil des damals neu gebildeten Landes Rheinland-Pfalz. Im Zuge der ersten rheinland-pfälzischen Verwaltungsreform wechselte der Ort am 7. Juni 1969 in den neu geschaffenen Landkreis Bad Dürkheim. Drei Jahre später wurde Friedelsheim der ebenfalls neu gebildeten Verbandsgemeinde Wachenheim an der Weinstraße zugeordnet.

## Religion
Vor Ort existierte einst eine jüdische Gemeinde, die sich 1920 ihrem Pendant in Dürkheim anschloss.

## Politik

### Gemeinderat
Der Gemeinderat in Friedelsheim besteht aus 16 Ratsmitgliedern, die bei der Kommunalwahl am 9. Juni 2024 in einer personalisierten Verhältniswahl gewählt wurden, und der ehrenamtlichen Ortsbürgermeisterin als Vorsitzender.
Die Sitzverteilung im Gemeinderat:
| Wahl | SPD | CDU | FDP | FWG | Gesamt   |
| ---- | --- | --- | --- | --- | -------- |
| 2024 | 2   | 4   | 1   | 9   | 16 Sitze |
| 2019 | 3   | 4   | 1   | 8   | 16 Sitze |
| 2014 | 4   | 4   | 1   | 7   | 16 Sitze |
| 2009 | 4   | 5   | 1   | 6   | 16 Sitze |
| 2004 | 4   | 4   | 3   | 5   | 16 Sitze |

* FWG = Freie Wählergemeinschaft Friedelsheim e. V.

### Bürgermeister
Anja Bletzer (FWG) wurde am 4. Juli 2024 Ortsbürgermeisterin von Friedelsheim. Bei der Direktwahl am 9. Juni 2024 war sie als einzige Bewerberin mit einem Stimmenanteil von 88,4 % gewählt worden.
Bletzers Vorgänger Peter Fleischer (FWG) hatte das Amt als Nachfolger von Walter Hafner zehn Jahre inne und kandidierte bei der Wahl 2024 nicht erneut.

### Wappen
| Wappen von Friedelsheim | Blasonierung: „In Blau eine wachsende silberne Torburg mit zentralem Rundturm, darin ein schwarzes Rundportal, flankiert von zwei giebelbedachten silbernen Wichhäuschen, und angesetzter schwarzgefugter Quadermauer, begleitet von zwei halbzugewandten wachsenden silbernen Türmen innerhalb der Mauer, alle drei schwarzbefenstert, rotbedacht, goldbeknauft und mit einer linkswehenden goldenen Wetterfahne besteckt.“ |
| Wappen von Friedelsheim | |

## Kultur und Sehenswürdigkeiten

### Kulturdenkmäler

Sehenswürdigkeiten
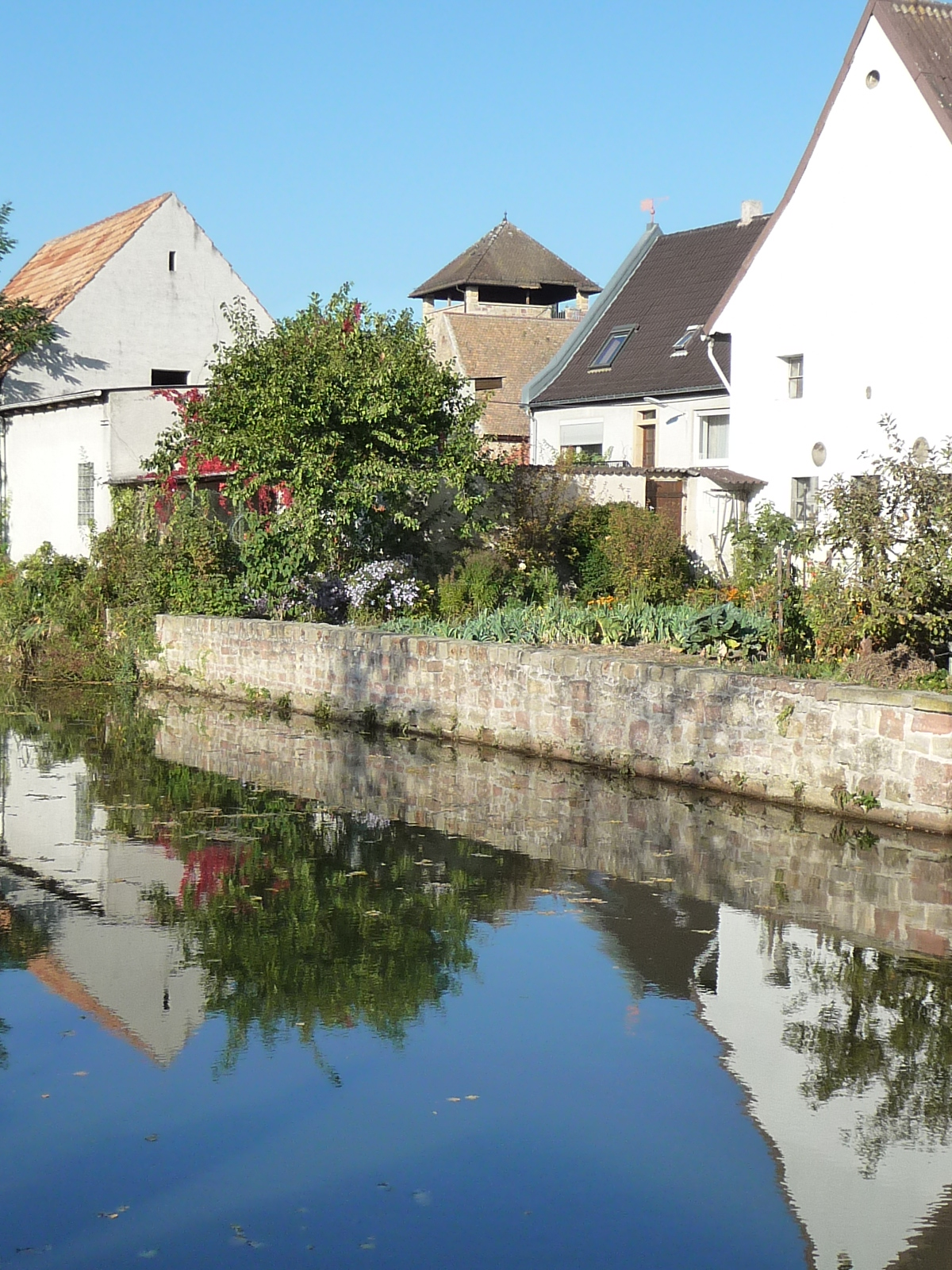
Schloss Friedelsheim
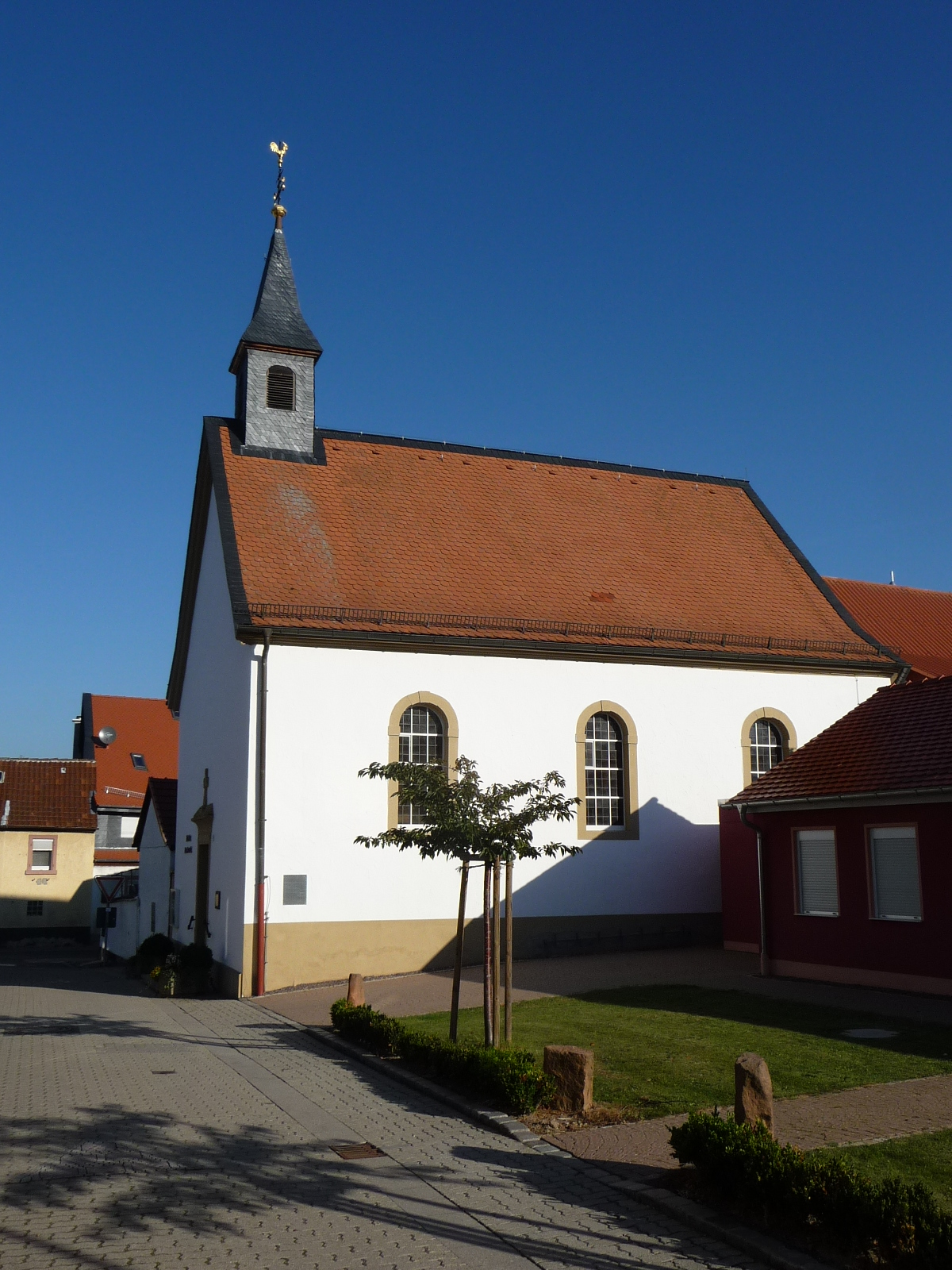
Katholische Kirche Mariä Himmelfahrt
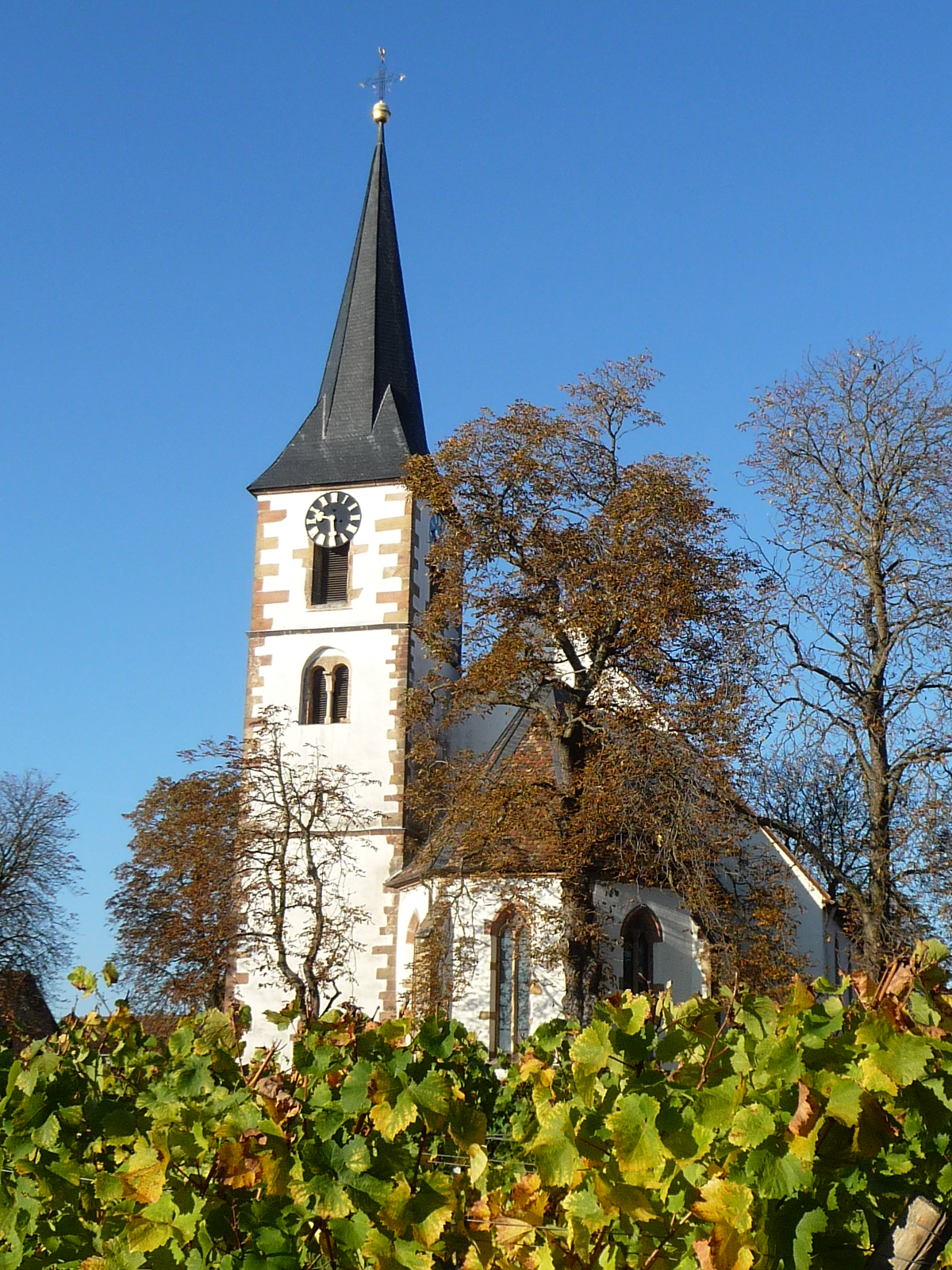
Protestantische Kirche
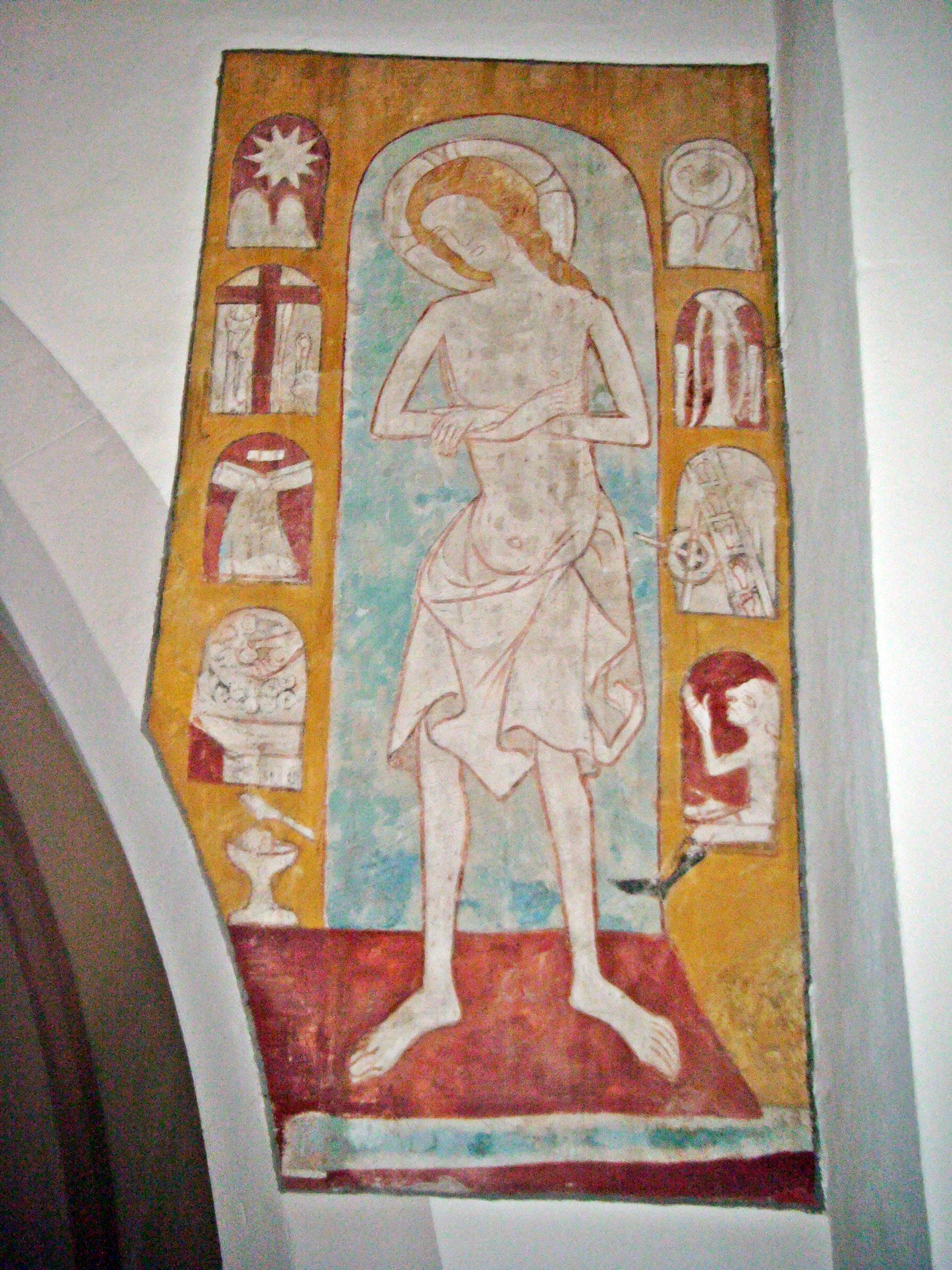
Erbärmdebild, 14. Jahrhundert (protestantische Kirche)
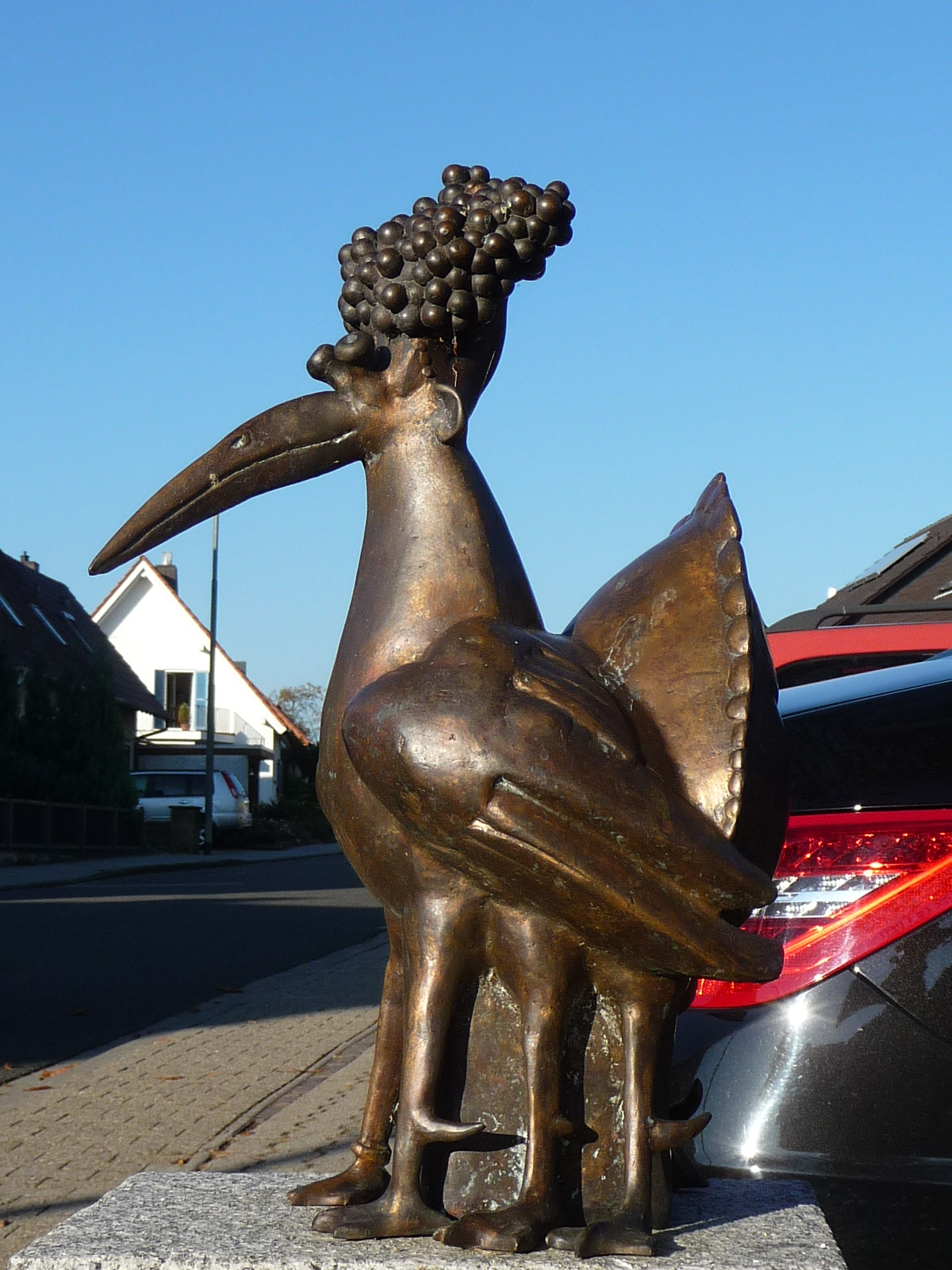
Bürgerbrunnen von Gernot Rumpf

Der Burg- und Schloßbereich und der Münchhof sind jeweils als Denkmalzonen ausgewiesen.
Hinzu kommen insgesamt 22 Einzelobjekte, die unter Denkmalschutz stehen, darunter die protestantische Kirche, die Reste der Burg Friedelsheim, die Mennonitenkirche und die ehemalige Synagoge.

### Regelmäßige Veranstaltungen
- Am letzten Samstag im Monat (außer Dezember) sind das Backhaus und die historische Schmiede geöffnet.
- Am dritten Sonntag im August wird die Friedelsheimer Weinkerwe, ein Weinfest, gefeiert.
- Im Rahmen der Weinkerwe findet seit 1995 das kostenlose Festival Rock am Weiher statt.
- Am zweiten Advent findet ein Weihnachtsmarkt an der protestantischen Kirche statt.

## Wirtschaft und Infrastruktur

### Wirtschaft
Die Gemeinde ist vom Weinanbau geprägt. Die Weinlagen sind Bischofsgarten (105,6 ha), Gerümpel (68,1 ha), Kreuz (51,1 ha), Rosengarten (45,8 ha) und Schloßgarten (102,6 ha). Zudem befindet sich vor Ort der Sender Friedelsheim. Friedelsheim war außerdem ab 2014 Standort der Raiffeisenbank Freinsheim, nachdem die Raiffeisenbank Friedelsheim-Rödersheime G mit dieser fusioniert hatte, ehe diese 2021 in der Vereinigten VR Bank Kur- und Rheinpfalz aufging.

### Verkehr
Die Bundesautobahn 650 nach Ludwigshafen am Rhein schließt Friedelsheim an das überregionale Straßennetz an. In Richtung Bad Dürkheim führt westlich von Friedelsheim die Bundesstraße 271, nördlich die Bundesstraße 37.
Durch die Rhein-Haardtbahn (Mannheim – Bad Dürkheim), eine Schmalspurbahn, ist der Ort auch an den Schienenverkehr angebunden.

## Persönlichkeiten

### Söhne und Töchter der Gemeinde
- Gottfried von Goos (1776–1822), für Tapferkeit geadelter Offizier der Bayerischen Armee
- Christian Philipp Koester (1784–1851), Maler und Restaurator
- Jakob Latscha (1849–1912), Kaufmann
- Hans Bonnet (1902–1963), Politiker (NSDAP)
- Ethelbert Stauffer (1902–1979), Theologe
- Otmar Fischer (1934–2022), Pfarrer und Mundartdichter, Stifter der Stiftung Friedelsheim (2006)

### Mit dem Ort verbundene Personen
- Franz Joseph von Wiser (1679–1755), Ortsherr und Wiedererbauer von Schloss Friedelsheim, um 1708
- Elisabeth Dorothea von Wiser (1718–1771), Ortsherrin und Wohltäterin der Gemeinde; Urenkelin des Kurfürsten Karl I. Ludwig von der Pfalz
- Karl August Köster (1776–1848), pfälzischer Notar und liberaler bayerischer Landtagsabgeordneter, starb vor Ort
- Karl Kleemann (1904–1969),  Politiker (NSDAP), gründete Anfang der 1930er Jahre in Friedelsheim eine Ortsgruppe seiner Partei
- Udo Scholz (1939–2020), Stadion- und Hallensprecher beim Fußball, Eishockey und Handball, wurde vor Ort beigesetzt